# فويسلاف كوشتونيتسا
فويسلاف كوستونيتشا (بالسيريلية الصربية: Војислав Коштуница) (و. 1944 – م) هو سياسي، ومحاماة، وتربوي من صربيا، جمهورية يوغسلافيا الاشتراكية الاتحادية، جمهورية صربيا والجبل الأسود ولد في بلغراد.

## التعليم
تعلم في كلية الحقوق بجامعة بلغراد، وجامعة بلغراد.

## روابط خارجية
- فويسلاف كوشتونيتسا على موقع IMDb (الإنجليزية)
- فويسلاف كوشتونيتسا على موقع الموسوعة البريطانية (الإنجليزية)
- فويسلاف كوشتونيتسا على موقع مونزينجر (الألمانية)